# گروه بهداشتی فیروز
گروه بهداشتی فیروز یکی از بزرگ‌ترین تولیدکنندگان محصولات بهداشت کودک در ایران و خاورمیانه است. این شرکت در سال ۱۳۵۳ با مشارکت شرکت آمریکایی جانسون اند جانسون و با نام جانسون اند جانسون ایران تأسیس شد.

## تاریخچه
در سال ۱۳۵۳ با مشارکت جانسون اند جانسون آمریکا، نخستین تولیدکننده محصولات بهداشتی کودک در خاورمیانه تحت‌نام جانسون اند جانسون آغاز به‌کار کرد. ۴۹ درصد از این مرکز تولیدی برای جانسون آمریکا و ۵۱ درصد سهامش برای سرمایه‌داران ایرانی بود. پس از وقوع انقلاب ۱۳۵۷، در جریان مصادرهٔ اموال و دارایی‌های در ابتدای انقلاب، این شرکت توسط بنیاد مستضعفان مصادره شد. این مجموعه تولیدی در سال ۱۳۷۹ و درحالی‌که نیروهای کار آن تنها به ۳۴ نفر رسیده بود، توسط بنیاد مستضعفان به مزایده گذاشته می‌شود و پس از واگذاری، با مدیریت جدید خصوصی می‌تواند دوباره تولیدات خود را افزایش داده و با نام گروه بهداشتی فیروز به حیات خود ادامه بدهد. گروه فیروز امروزه بزرگترین تولیدکننده تخصصی محصولات کودک در ایران است.

## اشتغال توان یابان
بخش عمده کارکنان شرکت را توان یابان تشکیل می‌دهند. موسوی مدیر عامل شرکت می‌گوید:
هرجا که نیاز نبوده از دستگاه استفاده نکردیم چرا که جمعیت جوان ما برعکس اروپا زیاد است و تقلید کورکورانه نکردیم تا اشتغال داشته باشیم حتی به قیمت اینکه کمتر سود کنیم.
در سال ۱۳۹۲ پرسنل شرکت ۲۱۰ تن بوده‌اند که معادل ۸۶ درصد را توان یابان از نابینایان و ناشنوایان گرفته تا توان یابان جسمی و حرکتی و بیماران ام اسی تشکیل می‌دهند.